# Android Mini PC MK802

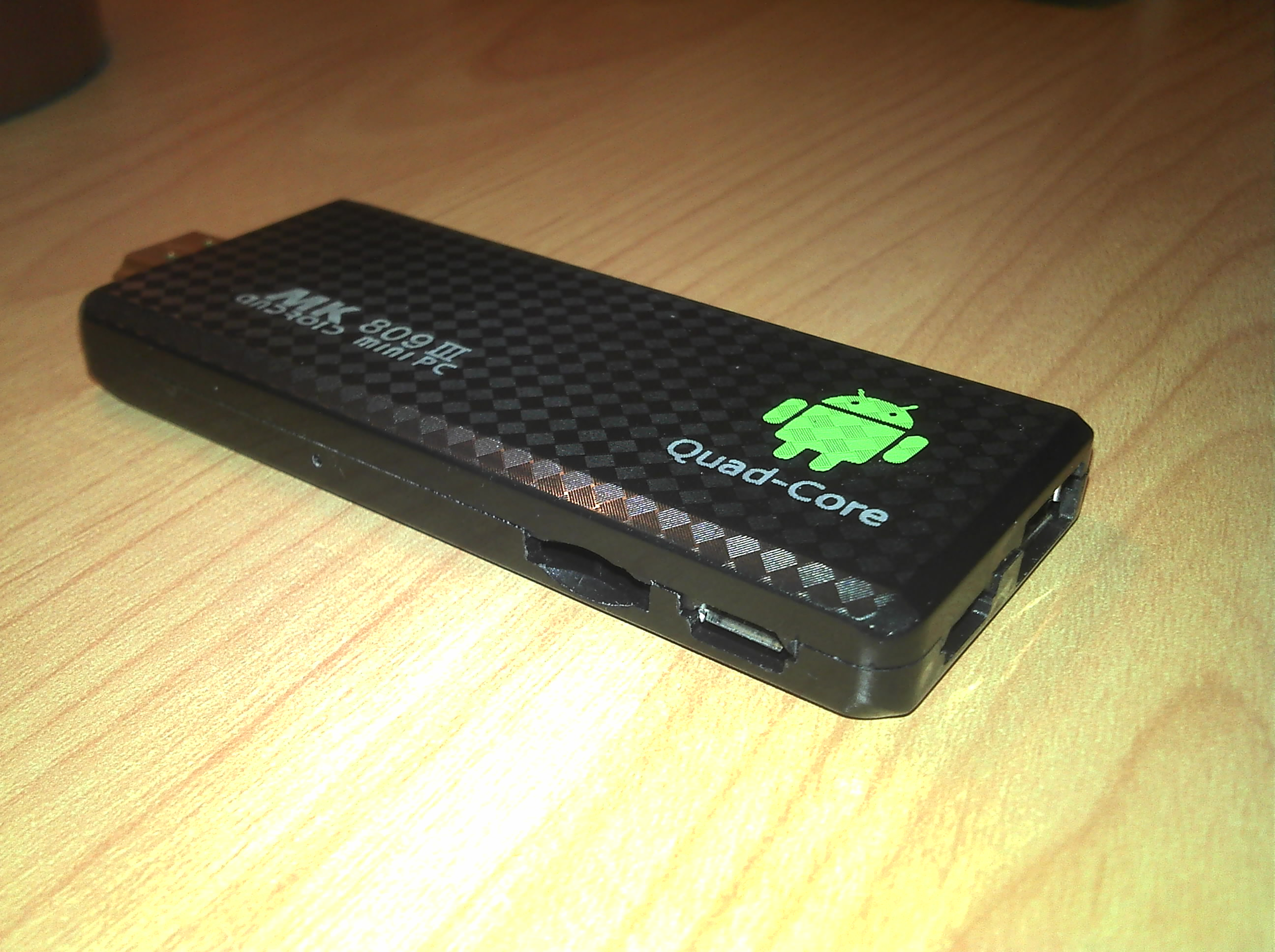
MK809III V1.0

L'Android Mini PC MK802 è un Mini PC prodotto da Rikomagic, una società cinese, che integra un SoC Allwinner A1X, basato sull'architettura ARM, composto di un ARM V7 Cortex-A8 da 1 GHz, una scheda video Mali-400, un modulo WiFi 802.11 b/g/n, ed una VPU CedarX in grado di visualizzare video fino a 1080p di definizione.
L'MK802 delle dimensioni di un pollice è stato messo in commercio nel maggio 2012 e può trasformare un display che integri un input HDMI o una porta DVI-D in un computer Android.
Da quando è stato introdotto il primo modello ne hanno fatto seguito diverse varianti.
- MK802: modello originario
- MK802+: RAM aumentata a 1 GB[1]
- MK802 II: modifiche estetiche e velocità della CPU aumentata[2]
- MK802 III: nuovo design e utilizzo del Rockchip RK3066 con CPU dual-core ARM (Cortex-A9 da 1.6 GHz), GPU Mali e 4 o 8 GB di memoria flash che monta Android 4.1.
- MK802 IIIs: Inserito il modulo Bluetooth, la funzione soft power-off ed il supporto XBMC.
- MK802 IV: lanciato nel 2013 con un nuovo design, un Rockchip RK3188, processore ARM quad-core (Cortex-A9 da 1.8 GHz), 2 GB di RAM DDR3, GPU Mali con Android 4.2 e disponibile in due versioni da 8 GB o 16 GB di memoria flash.[3]

Connettività:
- un output HDMI
- una porta micro-USB 2.0
- una porta USB 2.0
- uno slot microSD

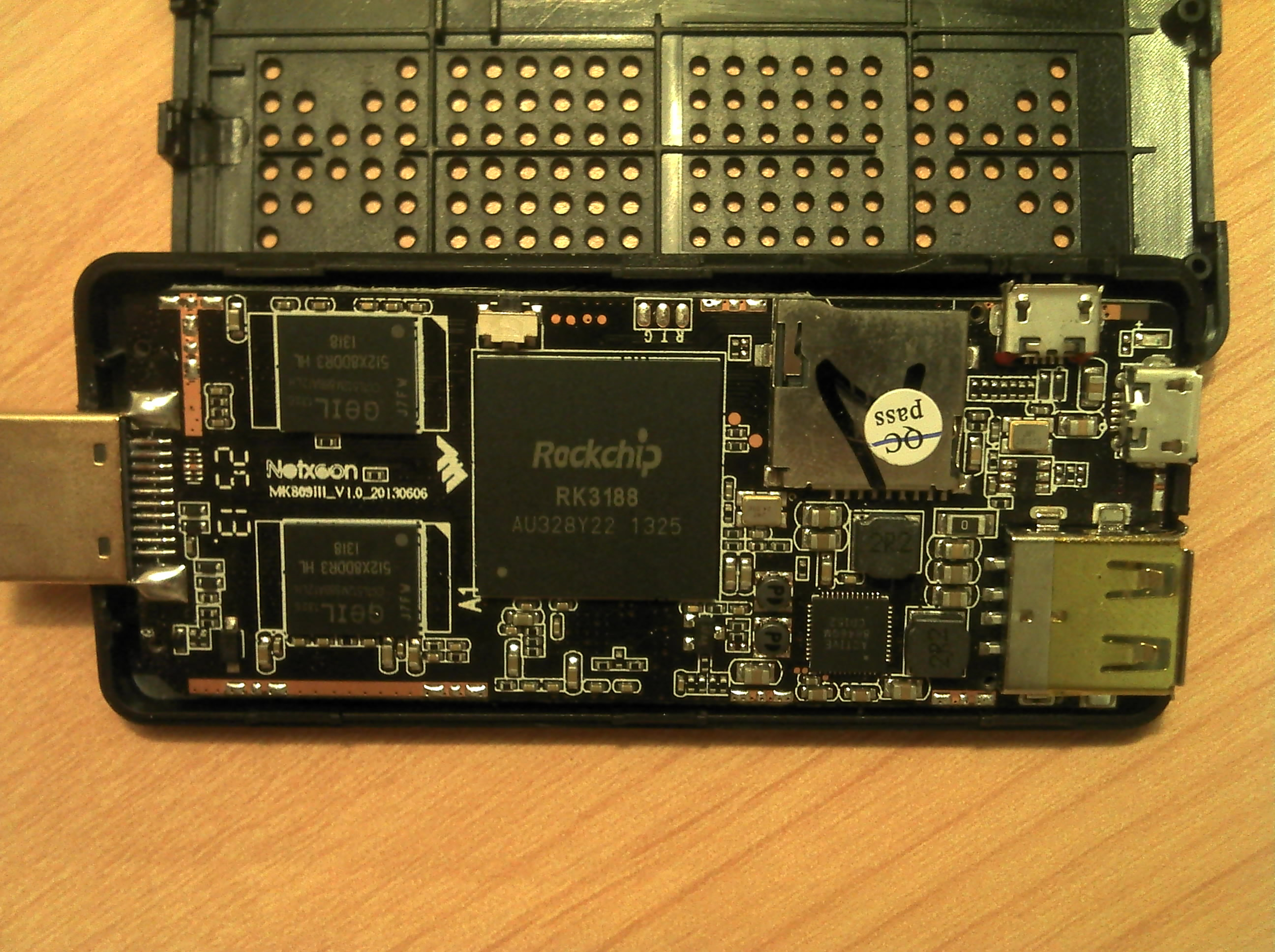
Un MK809III V1.0 smontato.

- Alimentazione tramite micro-USB OTG

Tutti i modelli assomigliano ai tipici supporti flash USB ed ospitano un processore, RAM, storage e porte I/O. Dotato di tastiera, mouse e display, il dispositivo è in grado di eseguire le funzioni di un computer basato su Android. Distribuzioni Linux come Ubuntu o PicUntu possono essere installate anche su questi dispositivi che offrono un ambiente desktop.
Il successo del MK802 ed il suo design hanno generato una serie di dispositivi simili, con caratteristiche simili, molti dei quali hanno codici modello simili, ma che non sono prodotti da Rikomagic. Questo tipo di dispositivi condividono inoltre molte caratteristiche con il Raspberry Pi.